# Marco Cornelio Escipión Maluginense
Marco Cornelio Escipión Maluginense (en latín, Marcus Cornelius Scipio Maluginensis) fue un político romano del siglo II a. C.

## Carrera pública
Escipión Maluginense ocupó la pretura en el año 176 a. C. y recibió la Hispania Ulterior como provincia. Sin embargo, alegó obligaciones rituales para no partir a su destino, por lo que solicitó al Senado que lo eximiera de su deber. Tras jurar ante el pueblo que sus obligaciones eran ciertas, el Senado le autorizó a permanecer en Roma.
Más adelante fue procesado por perjurio por Catón el Mayor  y expulsado del Senado en el año 174 a. C.

## Familia
Perteneció a la familia de los Cornelios Escipiones, quizá por adopción, y revivió un cognomen (Maluginense) que los Cornelios no habían usado desde hacía unos doscientos años.